# まんがジョッキー
『まんがジョッキー』は、1971年9月27日から1975年3月22日まで日本テレビとよみうりテレビで放送されていた子供向け番組である。
番組は週6日間の帯で放送。紙芝居を放送する企画、ニュースを子供でも判るように解説する企画などがあった。番組マスコットは、「ジョキ安」という手踊り人形キャラクター。

## 放送時間
いずれも日本標準時。放送枠変更の前後には毎回8 - 11日間の空白期間が生じているが、これは当時日本テレビが改編期に同枠で番宣番組『うわさのテレビ』を放送していたためである。
- 月曜 - 土曜 18:35 - 18:45 （1971年9月27日 - 1973年9月22日）
- 月曜 - 土曜 18:30 - 18:40 （1973年10月1日 - 1974年3月23日）
- 月曜 - 土曜 17:30 - 17:45 （1974年4月1日 - 1974年9月21日） - 移動とともに5分拡大。
- 月曜 - 土曜 17:15 - 17:25 （1974年10月3日 - 1975年3月22日） - 移動とともに5分縮小。

## 出演者

### 曜日レギュラー
- 石原裕子（1971年9月 - 1972年3月） - 月曜・火曜を担当。
- おかのみほ（1971年9月 - 1972年9月） - 石原も出演していた当時は水曜・木曜・金曜を、1972年4月からは月曜 - 金曜を担当。
- 土居まさる（1971年10月 - 1973年9月） - 土曜を担当。
- 田村淳子（1972年10月 - 1973年3月） - 月曜 - 金曜を担当。
- 福留功男（1973年4月 - 1975年3月） - 当時日本テレビアナウンサー。「ふくとめのりお」名義で月曜 - 金曜を担当。
- 初代江戸家小猫（1973年10月 - 1975年3月） - 後の四代目江戸家猫八。土曜を担当。

### その他の出演者
- 稲川淳二
- キャロライン洋子

### 曜日レギュラーの変遷
| 期間       | 期間       | 出演者         | 出演者         | 出演者     |
| 期間       | 期間       | 月曜 - 火曜    | 水曜 - 金曜    | 土曜       |
| ---------- | ---------- | -------------- | -------------- | ---------- |
| 1971.09.27 | 1972.03    | 石原裕子       | おかのみほ     | 土居まさる |
| 1972.04    | 1972.09    | おかのみほ     | おかのみほ     | 土居まさる |
| 1972.10    | 1973.03    | 田村淳子       | 田村淳子       | 土居まさる |
| 1973.04    | 1973.09    | ふくとめのりお | ふくとめのりお | 土居まさる |
| 1973.10    | 1975.03.22 | ふくとめのりお | ふくとめのりお | 江戸家小猫 |

## 紙芝居
紙芝居の読み上げはふくとめのりおが担当。
初期には毎回内容の異なる単発作品を紹介していたが、途中から『ズボラ探偵とチビ太』という連続作品を放送するようになった。また一時期、視聴者から紙芝居のストーリーを公募していた。

## 関連楽曲
いずれも作詞：内田裕也、城悠輔 / 作曲：加瀬邦彦 / 編曲：水谷公生 / 歌・演奏：内田裕也＆1815ロックンロールバンド / コーラス：ジョキ安とトメさん（ふくとめのりお） / レーベル：ワーナー・パイオニア（現：ワーナーミュージック・ジャパン）。
「マンジョキ ロックンロール」
番組テーマソング。フジテレビの『オレたちひょうきん族』で安岡力也が歌唱していた「ホタテのロックン・ロール」は、この曲の替え歌である。2013年3月20日にワーナーミュージック・ジャパンから発売されたコンピレーション・アルバム『俺たちのテレビうた 70's OUR FAVORITE TV SONGS』には、「マンジョキ ロックンロール」と「ホタテのロックン・ロール」が同時収録されている。
「ジョキ安ブギ」
番組挿入歌。